# Alimmainen Luujärvi
Alimmainen Luujärvi är en sjö i Finland. Den ligger i kommunen Simo i landskapet Lappland, i den norra delen av landet, 600 km norr om huvudstaden Helsingfors. Alimmainen Luujärvi ligger 76,9 meter över havet. Arean är 20,9 hektar och strandlinjen är 2,27 kilometer lång. Sjön  ingår i Kuivajokis huvudavrinningsområde. 